# Andrew Stewart senior
Andrew Stewart (* 11. Juni 1791 bei Uniontown, Pennsylvania; † 16. Juli 1872 ebenda) war ein US-amerikanischer Jurist und Politiker. Zwischen 1821 und 1849 vertrat er insgesamt dreimal den Bundesstaat Pennsylvania im US-Repräsentantenhaus.
Nachdem er eine gute Erziehung genossen hatte, war Andrew Stewart zunächst als Lehrer tätig, ehe er seinen Abschluss am Washington College in Washington (Pennsylvania) machte. Danach studierte er die Rechtswissenschaften, wurde 1815 in die Anwaltskammer aufgenommen und begann in Uniontown zu praktizieren. Sein erstes politisches Mandat hatte er von 1815 bis 1818 als Abgeordneter im Repräsentantenhaus von Pennsylvania inne; anschließend wurde er von Präsident James Monroe zum Bundesstaatsanwalt für den westlichen Distrikt seines Staates ernannt, was er bis zu seinem Rücktritt im Jahr 1820 blieb.
Am 4. März 1821 zog er erstmals als Abgeordneter in den Kongress ein, dem er nach dreimaliger Wiederwahl zunächst bis zum 3. März 1829 angehörte. Bereits in dieser Zeit wechselte Stewart mehrfach die Parteizugehörigkeit: Seine erste Legislaturperiode absolvierte er als Vertreter der Democratic Republicans, die zweite als Jackson Republican, die dritte als Jacksonian und die vierte als Kandidat der National Republican Party. Nach zweijähriger Pause saß er ab dem 4. März 1831 erneut im US-Repräsentantenhaus und verbrachte dort zwei weitere Amtszeiten als Mitglied der Anti-Masonic Party. 1834 verfehlte er die Wiederwahl.
Stewart kehrte schließlich am 4. März 1843 letztmals in den Kongress zurück, in den er diesmal für die Whigs gewählt worden war. Nach zweimaliger Bestätigung verzichtete er auf eine erneute Kandidatur und schied am 3. März 1849 aus dem Parlament aus. Später schloss er sich den Republikanern an und bewarb sich im Jahr 1870 noch einmal um ein Mandat in Washington, D.C. Dieser Versuch schlug jedoch fehl, woraufhin Stewart der Politik den Rücken kehrte. Er betätigte sich bis zu seinem Tod im Juli 1872 im Baugewerbe und als Grundstücksmakler.
Sein Sohn Andrew (1836–1903) wurde später ebenfalls Kongressabgeordneter.